# Émile Duard
Ne doit pas être confondu avec Émile Duard (acteur).
Pour les articles homonymes, voir Émile Duard (homonymie).
Émile Célestin Duard, né le 22 avril 1862 à Paris 2e et mort le 12 janvier 1941 à Paris 1er, est un comédien, metteur en scène et directeur de théâtre français.

## Biographie
Fils d'un contrôleur buraliste, Émile Duard a fait ses études, sous Gustave Worms, au Conservatoire où il obtient un second prix de comédie en 1885. Il débute comme comédien au Théâtre de l'Odéon dans le Jeu de l'amour (le 29 août 1885). Après 11 ans passés à l'Odéon, il devient pensionnaire du Théâtre impérial Michel à Saint-Pétersbourg en 1896 et y restera jusqu'en 1902, date à laquelle il revient à Paris, d'abord au Théâtre de la Porte Saint Martin, puis au Théâtre Sarah Bernhard jusqu'en 1906. Il fait son retour au Théâtre de l'Odéon entre 1906 et 1908 (sous les directions de Paul Ginisty et André Antoine) puis devient directeur de la scène au Théâtre de la Renaissance, fonction qu'il occupera jusqu'en 1914.
En 1915, il revient au Théâtre de l'Odéon où il est nommé directeur des études classiques par Firmin Gémier.

### Vie personnelle
Il meurt le 12 janvier 1941 en son domicile situé au no 24, place Dauphine dans le 1er arrondissement de Paris.
Émile Duard a été marié avec Émilienne Dux (de son vrai nom Fany Deux) (1874-1950), sociétaire de la Comédie-Française, avec qui il a cinq enfants, Jeanne Dux, Paul Colline, Albert Duard, Georges Duard et Émile Duard. Il a épousé en deuxièmes noces le 11 décembre 1920  la comédienne Marie Thérèse Germaine Raymond dite Germaine Duard (1891-1987).

## Théâtre
- L’Attaque nocturne, 1907.
- Monsieur de Prévan ou Le législateur de Cythère, 1894.
- Le Ruban, 1893.
- L’Héritage de Monsieur Plumet, 1891.
- L’Avocat pour et contre, 1887.
- Rigobert, 1910.

## Filmographie partielle
- 1912 : Le Signalement d'Albert Capellani
- 1913 : Le Petit Jacques de Georges Monca

## Distinctions
- Officier de l'instruction publique.
- Chevalier de la Légion d'honneur le 26 janvier 1933.